# Mi tío de América
Mi tío de América (en francés Mon oncle d'Amerique) es una película francesa de 1980 dirigida por Alain Resnais y protagonizada por Gérard Depardieu, Nicole Garcia y Roger Pierre. 

## Argumento
La película didáctica se basa en las ideas del médico, escritor y filósofo francés Henri Laborit, que se personifica en la película. Utiliza las historias de tres personas para ilustrar las teorías de Laborit sobre psicología evolutiva sobre la relación entre él mismo y la sociedad.
René abandona la granja familiar para convertirse en ejecutivo de una empresa textil francesa. Janine deja atrás su familia proletaria para convertirse en actriz que se implica con Jean Le Gall, un escritor y político burgués bien educado. Los tres personajes se enfrentan a opciones difíciles en situaciones de cambio de vida diseñadas para iluminar las ideas de Laborit.
Henri Laborit ilustra las tres reacciones en entornos estresantes (lucha, huida e inhibición), mediante ratas de laboratorio, que ilustran la historia de la película. Los animales simples tienen un cerebro reptiliano preocupado por el sueño, el apetito y el sexo. Los animales más sofisticados también tienen un cerebro asociado que recuerda comportamientos que conducen a resultados. Todas las criaturas se esfuerzan por el equilibrio, o la homeostasis, en sus entornos, que se manifiestan como conductas controladoras de los personajes de la película.

## Reparto
- Gérard Depardieu - René Ragueneau
- Nicole Garcia - Janine Garnier
- Roger Pierre -Jean Le Gall
- Nelly Borgeaud - Arlette Le Gall
- Pierre Arditi - Zambeaux
- Gérard Darrieu - Léon Veestrate
- Philippe Laudenbach - Michel Aubert
- Marie Dubois - Thérèse Ragueneau
- Henri Laborit - él mismo

## Producción
El editor de la película, Albert Jurgenson, que ha trabajado en muchas películas de Alain Resnais, considera que Mi tío de Amèrica es una película reaitzada para explorar las posibilidads que ofrece el montaje cinematográfico. En la edición de este film, se tuvo que inventar una nueva forma de trabajar, ya que “todos los métods que había utilizado en películas anteriores habían quedado obsoletos.

## Premios y distinciones
Festival Internacional de Cine de Cannes
| Año  | Categoría              | Persona       | Resultado |
| ---- | ---------------------- | ------------- | --------- |
| 1980 | Premios de la Crítica  | Alain Resnais | Ganador   |
| 1980 | Gran Premio del Jurado | Alain Resnais | Ganador   |

Festival Internacional de Cine de Venecia
| Año  | Categoría   | Persona       | Resultado |
| ---- | ----------- | ------------- | --------- |
| 1980 | Premio AGIS | Alain Resnais | Ganador   |

Premios Óscar
| Año  | Categoría            | Persona      | Resultado |
| ---- | -------------------- | ------------ | --------- |
| 1981 | Mejor guion original | Jean Gruault | Nominado  |